# 齿鳞草
齿鳞草（学名：Lathraea japonica）为列当科齿鳞草属下的一个种。